# رالف إنس
رالف إنس (بالإنجليزية: Ralph Ince)‏ مواليد 16 يناير 1887 في بوسطن - الوفاة 10 أبريل 1937 في لندن، هو ممثل ومخرج وكاتب سيناريو أمريكي بدأ مسيرته الفنية سنة 1907. من أعماله مين أوف شانس. امتدت مسيرته الفنية لأكثر من 30 عاما.

## روابط خارجية
- رالف إنس على موقع IMDb (الإنجليزية)
- رالف إنس على موقع ألو سيني (الفرنسية)
- رالف إنس على موقع أول موفي (الإنجليزية)
- رالف إنس على موقع قاعدة بيانات برودواي على الإنترنت (الإنجليزية)
- رالف إنس على موقع قاعدة بيانات الأفلام السويدية (السويدية)
- رالف إنس على موقع قاعدة بيانات الفيلم (الإنجليزية)
- رالف إنس على موقع كينوبويسك (الروسية)